# Operación Memphis
La Operación Memphis fue una operación de los servicios de inteligencia suizos dirigida contra el Centro Islámico de Hani Ramadan (hermano de Tariq Ramadan) en Ginebra, cuyo escándalo estalló en 2006. Su objetivo era vincular al Centro con el islamismo radical.

## Historia

### 2002 a 2004: Mohamed El Ghanem
En 2002, el Dr. Mohamed El Ghanem afirma que el servicio secreto suizo comenzó a reclutarlo activamente como informante policial para espiar a figuras prominentes de la comunidad musulmana local, incluido el imán ginebrino Hani Ramadan. En ese momento, se estaba llevando a cabo una operación de espionaje a gran escala contra el imán con sede en Ginebra, denominada "Operación Memphis". Para consternación de los servicios de seguridad suizos, el Dr. El Ghanem se negó a cooperar como informante. Tras esta negativa, afirmó haber sido severamente acosado y amenazado por estos mismos agentes del servicio secreto suizo. En respuesta, el Dr. El Ghanem presentó una denuncia contra la policía de Ginebra por acoso. Posteriormente, afirma haber sido amenazado para que retirara las acusaciones de acoso que había presentado. El acoso continuó repetidamente y sin interrupción. Supuestamente, se utilizaron informantes, en su mayoría migrantes, para este acoso. En 2003, el Dr. El Ghanem llamó al periodista Robert Fisk en Beirut y le contó las amenazas y el acoso que había recibido del servicio secreto suizo. Robert Fisk conocía al Dr. El Ghanem en Egipto; había escrito artículos sobre la persecución que sufrió a manos del gobierno egipcio.

### 2006: Claude Covassi
Claude Covassi, quien afirma trabajar para el Servicio de Análisis y Prevención (SAP) y el Servicio de Inteligencia Estratégica (SRS), alias "Menès" para los servicios que lo reclutaron en 2004, debe introducir documentos en el ordenador del Centro Islámico que atestiguarían un vínculo entre Hani Ramadan y Al-Zawahiri, el número 2 de Al-Qaeda, es decir, realizar un kompromat. Sin embargo, el espía convertido al islam se siente en contradicción con su fe islámica, tras haberse convertido primero por orden, luego sinceramente. Luego revela lo contrario: elementos musulmanes manipulados sirven de seguimiento a los servicios de inteligencia para perpetrar atentados El 11 de diciembre de 2006, informó a Hani Ramadan de su misión. Cercano a la Red Voltaire, iba a publicar una investigación sobre la UCK y el PJAK que su muerte en 2013 impidió.

### Comisión Parlamentaria de Investigación del Caso
Una Comisión Parlamentaria de Investigación Suiza llevó a cabo la investigación del caso, que publicó un informe de 72 páginas sobre el tema en 2007.

### 2015: Vigilancia del Centro por parte del Servicio de Inteligencia Suizo
En 2015, los vecinos del Centro denunciaron una solicitud del Servicio de Inteligencia Suizo para vigilar el centro desde sus viviendas.

## Enlaces y referencias externas
- Caso del informante del Centro Islámico de Ginebra. Informe de la Delegación de Comités de Gestión